# Данг
Данг е окпъг в щата Гуджарат, Индия с площ от 1764 км2 и население 186 729 души (2001). Главен град е Ахва.

## Административно деление
Окръга е разделен на 1 талука.

## Население
Населението на окръга през 2001 година е 186 729 души, около 59,65 % от населението е неграмотно.

### Религия
(2001)
- 165 436 – индуисти
- 17 760 – християни
- 2792 – мюсюлмани